# Taller educativo
Taller, en enseñanza, es una metodología de trabajo que se caracteriza por la investigación, el aprendizaje por descubrimiento y el trabajo en equipo que, en su aspecto externo, se distingue por el acopio (en forma sistematizada) de material especializado acorde con el tema tratado teniendo como fin la elaboración de un producto tangible. Un taller es también una sesión de entrenamiento o guía de varios días de duración. Se enfatiza en la solución de problemas, capacitación, y requiere la participación de los asistentes. A menudo, un simposio, lectura o reunión se convierte en un taller si se acompaña de una demostración práctica. El trabajo por talleres es una estrategia pedagógica que además de abordar el contenido de una asignatura, enfoca sus acciones hacia el saber hacer, es decir, hacia la práctica de una actividad. En esencia el taller “se organiza con un enfoque interdisciplinario y globalizador, donde el profesor ya no enseña en el sentido tradicional; sino que es un asistente técnico que ayuda a aprender. Los alumnos aprenden haciendo y sus respuestas o soluciones podrían ser en algunos casos, más válidas que las del mismo profesor” Puede organizarse con el trabajo individualizado de alumnos, en parejas o en pequeños grupos, siempre y cuando el trabajo que se realice trascienda el simple conocimiento, convirtiéndose de esta manera en un aprendizaje integral que implique la práctica.

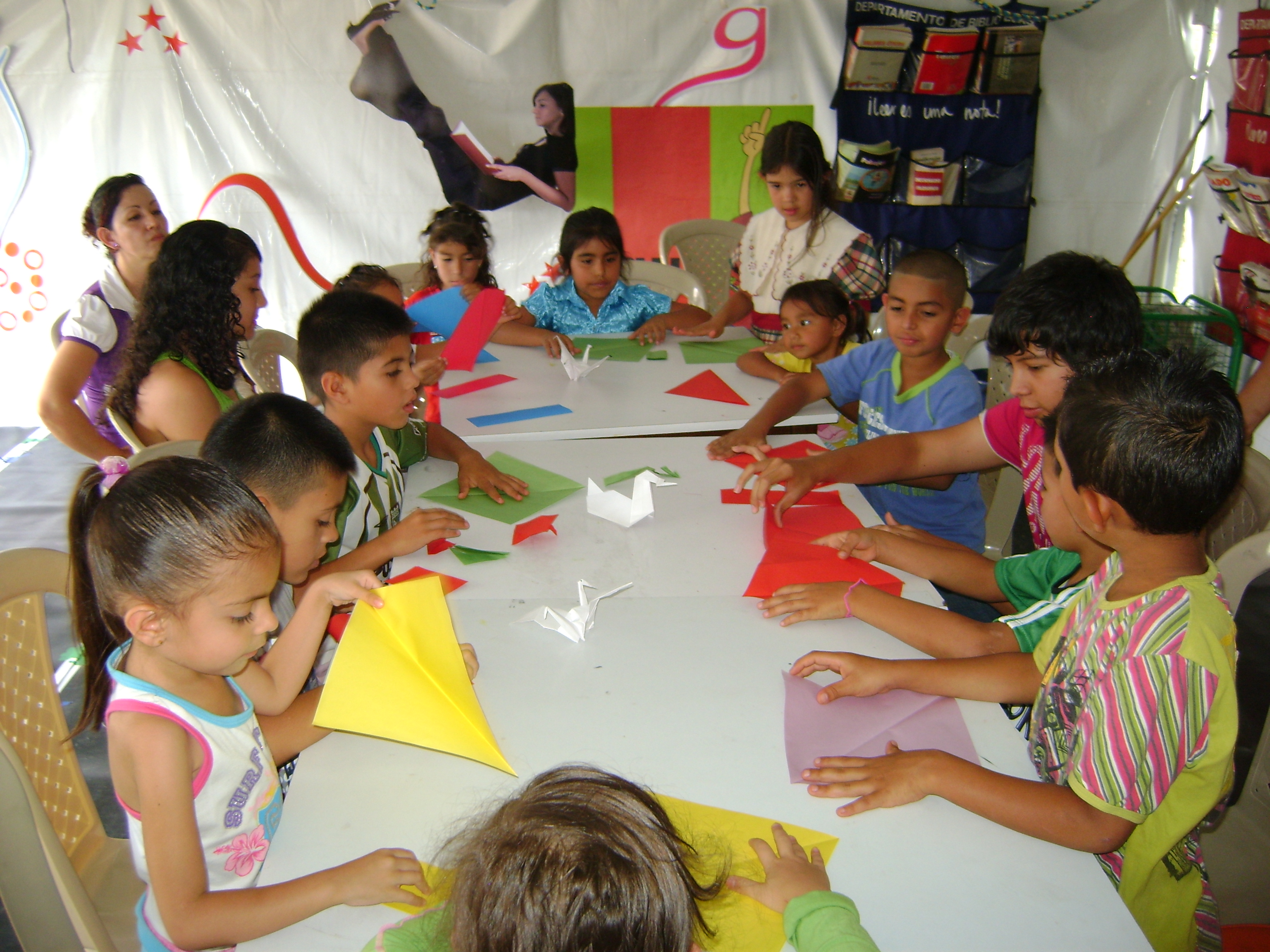
Taller de origami.

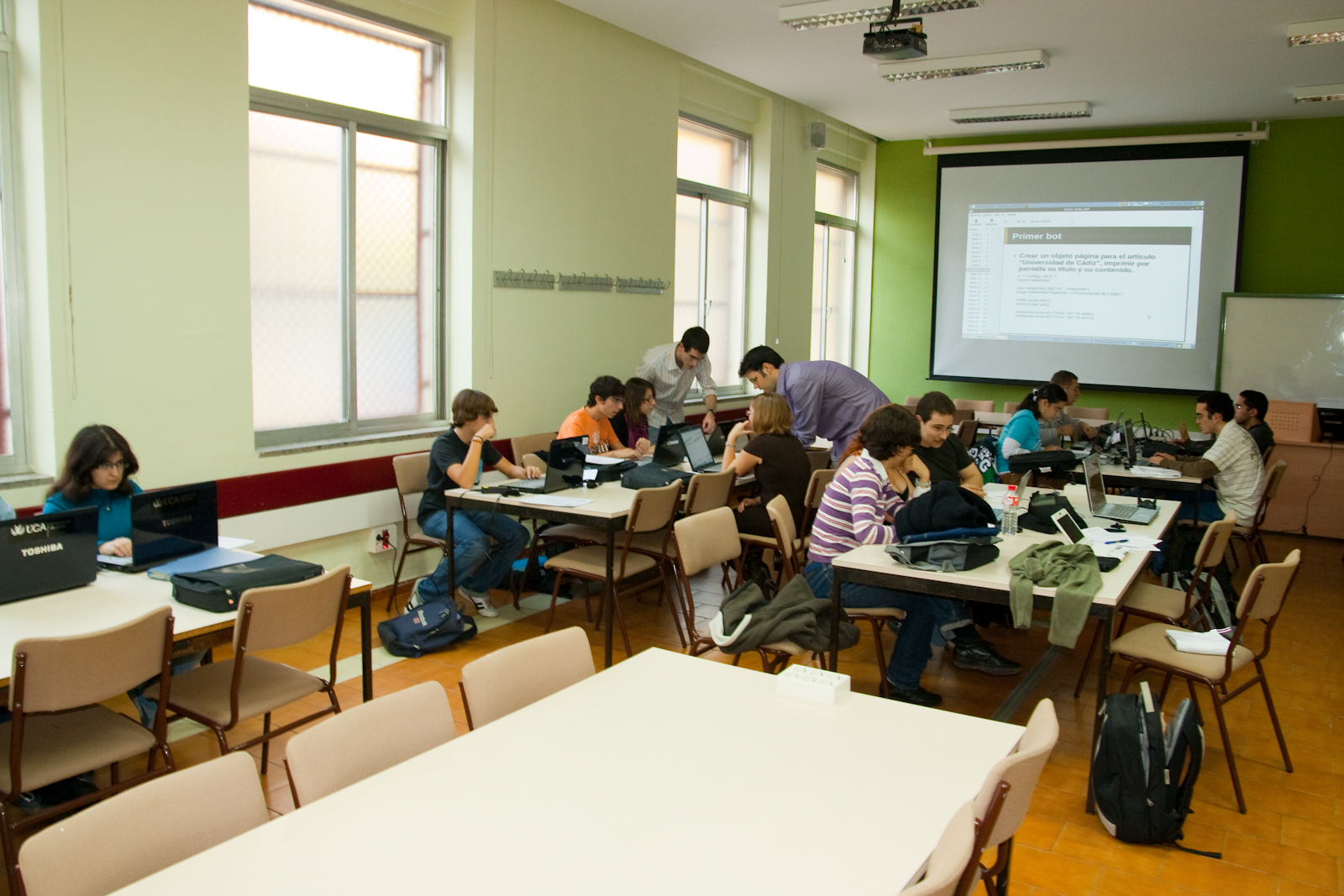
Taller de bots.

## Curso-taller
Curso-taller es una modalidad de enseñanza-aprendizaje caracterizada por la interrelación entre la teoría y la práctica, en donde el instructor expone los fundamentos teóricos y procedimentales, que sirven de base para que los alumnos realicen un conjunto de actividades diseñadas previamente y que los conducen a desarrollar su comprensión de los temas al vincularlos con la práctica operante. Bajo el enfoque actual de competencias, es considerado superior a los cursos puramente teóricos, ya que el curso-taller presenta el ambiente idóneo para el vínculo entre la conceptualización y la implementación, en donde el instructor permite la autonomía de los estudiantes bajo una continua supervisión y oportuna retroalimentación.
El grado de participación de los alumnos involucrados es variable y aunque no se puede indicar exactamente, es evidente que no es tan grande como en el caso de un taller, pero tampoco es tan escasa como en un curso tradicional. Es común que exista una confusión popular entre el manejo de los términos curso y curso-taller, incluso existen algunas instituciones de capacitación técnica y aún educativa que manejan indistintamente estos conceptos, ya que imparten cursos donde la participación de los estudiantes es muy alta y el instructor se convierte en un facilitador y están registrados como tales en lugar de llamarse cursos-talleres.
El mundo con su extraordinaria complejidad y carácter evolutivo, ha tenido la necesidad de crear nuevos conceptos que se adapten a las demandas de una sociedad cada vez más exigente, la metodología de la enseñanza, la docencia y la pedagogía han buscado estrategias que den respuesta a las necesidades educativas de los individuos y las instituciones, creando con ello conceptos híbridos como el de curso-taller, cuya definición nace como una combinación de dos modalidades de enseñanza ya existentes, esto con el fin de presentar otra alternativa a las necesidades educativas de la sociedad.
En resumen se considera que en un curso el expositor es el actor principal, es él quien dirige y expone la mayor parte de los contenidos programáticos, siendo la participación del estudiante muy pobre; en un taller, el protagonismo del instructor pasa a segundo plano y su labor es más bien de supervisión, siendo el alumno quien desarrolla la mayor parte de las actividades en la consecución de un producto tangible; por último, el curso-taller presenta un escenario ecléctico que toma lo mejor de las dos modalidades anteriores para explotar al máximo el desarrollo cognitivo y procedimental de los estudiantes. 
Lo cierto es que en determinados contextos existe una línea muy estrecha entre estos términos y dependiendo de las necesidades, tanto los cursos, como los talleres y los cursos-talleres, son todos valiosos y aportan conocimientos importantes a los estudiantes, además de que implican un compromiso ético y profesional del instructor responsable de dirigir el grupo, así como la preparación del material didáctico que sea congruente con los objetivos estratégicos para la socio construcción del conocimiento.